# Viking Grace
Die Viking Grace ist ein Fährschiff der finnischen Reederei Viking Line. Sie wurde auf der Werft STX Finland in Turku gebaut. Als Besonderheit besitzt die Fähre einen Antrieb mit LNG, um die Sulphur-Emission-Control-Area-Regeln einhalten zu können. Sie verkehrt im täglichen Liniendienst zwischen Stockholm und Turku, wobei mittags Mariehamn als Zwischenstopp und nachts Långnäs angelaufen wird. Das Schiff bietet Platz für 2800 Passagiere und 2375 Spurmeter für Pkw und Lkw.

## Bau des Schiffes
Das Schiff wurde am 22. Dezember 2010 bestellt. Der finnische Staat bezuschusste den Bau mit 28 Millionen Euro. Der Bau des Schiffes begann am 28. November 2011 auf der Werft STX Finland in Turku mit dem Zuschnitt der ersten Stahlplatten. Es folgten die Kiellegung des ersten Rumpfsegments am 6. März 2012 im Baudock der Werft. Das Schiff besteht aus insgesamt 47 Blöcken, die in Sektionsbauweise zuerst vorgefertigt und dann im Baudock zusammengesetzt wurden. Das Aufschwimmen des Schiffes fand am 10. August 2012 statt, es folgte die weitere Ausrüstung sowie die Abnahme durch die Klassifikationsgesellschaft. Im Dezember 2012 folgten dann die Probefahrten auf der Ostsee, die am 10. Januar 2013 in der Ablieferung an die Viking Line endete. Die Schiffstaufe fand am 13. Januar 2013 statt, seitdem befindet sich das Schiff im täglichen Liniendienst zwischen Stockholm, Mariehamn und Turku.

## Schiffsdaten
Die Fähre hat eine Gesamtlänge von 218 m, eine Breite von 31,8 m sowie einen Maximaltiefgang von 6,8 m. Die Fähre ist mit 57.565 BRZ vermessen. Als Lademöglichkeiten stehen 1.275 Spurmeter mit einer Höhe von 4,9 m auf Deck 3 zur Verfügung, das Deck 4 ist verfahrbar und stellt 550 Spurmeter bei einer Höhe von 2,1 m, das Deck 5 bietet ebenfalls 550 Spurmeter bei einer Höhe von 2,4 m, die über eine Heckrampe mit einer Breite von 16 m sowie einem Bugvisier mit einer Breite von 6 m auf Deck 3 befahren werden können.

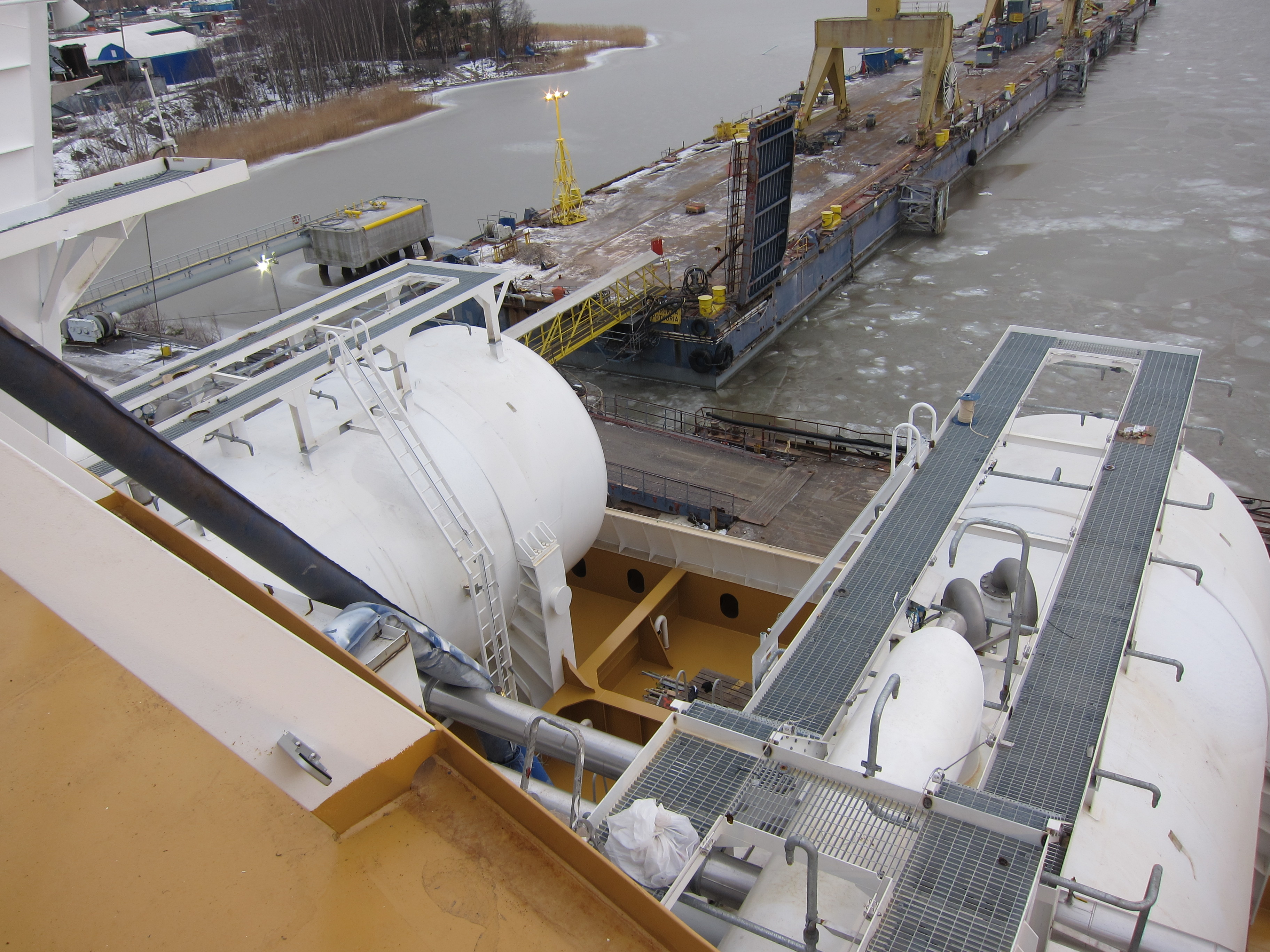
Blick auf die beiden Stahltanks auf Deck 6 der Viking Grace

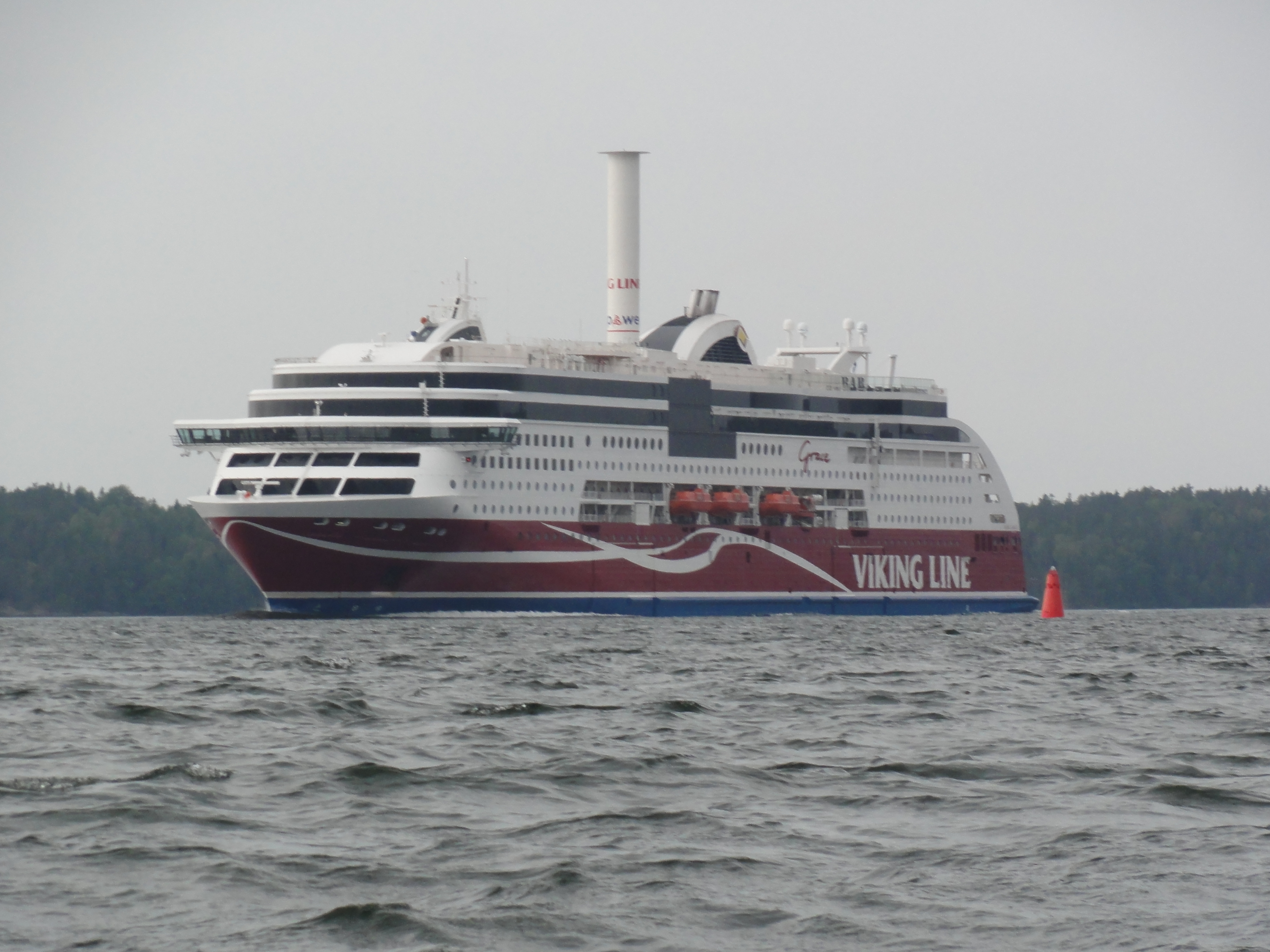
Die Viking Grace mit dem Flettner-Rotor in der Mitte

Angetrieben wird das Schiff von vier Wärtsilä-8L50DF-Dual-Fuel-Motoren, die bei einer konstanten Drehzahl von 500 Umdrehungen pro Minute jeweils einen Wechselstromgenerator des Herstellers ABB antreiben und eine Leistung von 7.600 kW abgeben. Dabei verwenden die Motoren jeweils ein Gemisch aus 99 % LNG und 1 % Marinedieselöl, der zur Zündung des Verbrennungsprozesses benötigt wird. Das LNG lagert dabei bei −162 °C und 5 bar in zwei 200 m³ großen Stahltanks auf Deck 6, die jeweils eine Kapazität von 130 t Kraftstoff bieten.
Die erzeugte Energie speist ein Bordnetz, an dem auch die beiden Drehstrommotoren angeschlossen sind, die mit einer Drehzahl von bis zu 126 Umdrehungen pro Minute die beiden Festpropeller antreiben. Die Maximalgeschwindigkeit liegt bei etwa 23,2 Knoten. Zusätzlich verfügt das Schiff über zwei Bugstrahlruder mit je 2300 kW sowie ein Heckstrahlruder mit 1500 kW für eine bessere Manövrierfähigkeit in den Häfen.
2018 wurde ein 24 Meter hoher Flettner-Rotor (Norsepower Rotor Sail) mit einem Durchmesser von 4 Metern auf dem mittleren Bereich des Schiffes montiert. Bei günstigen Winden sollte durch die Nutzung des Magnus-Effektes Treibstoff gespart werden. Die Viking Grace war das erste Hybridschiff mit einem solchen Antriebskonzept. Da die Kraftstoffeinsparungen nicht den Erwartungen entsprachen, wurde der Rotor Anfang 2021 wieder entfernt.

## Kabinen und Bordeinrichtung
Auf der Viking Grace gibt es mehrere Kabinenkategorien, die sich auf die Decks 5 bis 9 verteilen, wobei die hochpreisigeren Kabinen und Suiten sich in den oberen Decks befinden. Insgesamt besitzt das Schiff 2876 Kabinenplätze.
Deck 9 bieten neben einem Konferenzraumbereich einen Duty-free-Shop, der nur aufgrund des Anlaufens der Häfen auf Åland und den damit verbundenen Sonderrechten betrieben werden darf. Auf Deck 10 befinden sich das Buffet-Restaurants und Bars, auf Deck 11 der Spa-Wellness-Bereich sowie das à-la-Carte-Restaurant und weitere Bars. Deck 12 bietet ein Sonnendeck.
Das Fährschiff verfügt über sechs Rettungsboote, zwei Fast Rescue Boats der Firma Fassmer sowie mehrere Rettungsinseln und vier MES-Stationen.

## Route
Seit Januar 2013 läuft die Viking Grace fahrplanmäßig jeden Morgen um 7:35 Uhr in Stockholm aus, um Mariehamn um 14:10 Uhr zu erreichen. Nach einem kurzen Aufenthalt fährt das Schiff weiter nach Turku. Der Hafen wird um 19:50 Uhr finnischer Zeit (UTC + 2 Std.) erreicht. Um 20:55 Uhr läuft das Schiff dann wieder aus, um um 01:05 Uhr auf der Rückfahrt Långnäs anzulaufen, der Aufenthalt beträgt hier aber nur wenige Minuten, sodass die Fähre dann um 6:30 Uhr wieder Stockholm erreicht. Der Kraftstoff wird während des Aufenthaltes in Stockholm gebunkert.

## Unfälle
Am Morgen des 18. April 2014 kollidierte die Viking Grace südlich von Kapellskär mit einem kleinen Taxiboot, das daraufhin sank. Die drei Personen an Bord des Bootes blieben unverletzt und wurden über ein anderes Boot gerettet und zur nahegelegenen Insel Marö gebracht. Zur Unglückszeit herrschte Nebel.
Am 21. November 2020 lief die Viking Grace vor Mariehamn bei stürmischem Wetter auf Grund.